# Oginga Odinga
Jaramogi Ajuma Oginga Odinga (1911–1994) var en luo-hövding, en av de ledande motståndsmännen mot det brittiska kolonialstyret i Kenya, det fria Kenyas förste vicepresident och senare ledare för den politiska oppositionen mot Jomo Kenyatta.

## Biografi
Han föddes i Bondo, i Nyanzaprovinsen som Obadiah Adonijah. I självbiografin, Not Yet Uhuru, uppskattar Odinga att han var född i oktober 1911. Senare bytte han sitt kristna namn mot det traditionellt afrikanska Oginga Odinga.

### Politisk bana
1957 blev Oginga Odinga politisk talesman för luofolket. Samma år valdes han till ledamot av det lagstiftande rådet i centrala Nyanza-valkretsen.
1960 bildade Odinga partiet KANU, tillsammans med Tom Mboya. När Kenya blev självständigt 1964, utsågs Odinga till landets förste vicepresident. Han blev dock snart oense med president Kenyatta om den politiska kursen, lämnade sin post och KANU för att 1966 bilda Kenyanska folkförbundet.
1969 fängslades Odinga i två år, efter en verbal dispyt med Kenyatta vid ett kaotiskt offentligt möte i Kisumu.
Först efter Kenyattas död i augusti 1978 återupptog Odinga sin politiska gärning. 1982 placerades han i husarrest efter ett kuppförsök mot Daniel arap Moi. 1990 försökte han förgäves registrera ett oppositionsparti, National Democratic Party. 1991 var han medgrundare till och interimsordförande för Forum för återupprättande av demokrati (Forum for Restoration of Democracy, FORD).

### Familj
Oginga Odingas son Raila Odinga är idag en av Kenyas ledande politiker. En annan son, Oburu Odinga, är parlamentsledamot.